# 台北歐洲學校
台北歐洲學校（英語：Taipei European School，TES）是成立於1990年代的一個非營利財團法人機構，旗下有德國部、英國部、法國部及高中部四個分支。
台北德國學校、台北英國學校與台北法國學校分別於1990年代初期陸續成立。1992年，三所學校開始共享校區與資源，但仍然傳授各自國家的課程。2002年，這三所學校進行整合，成立基金會，形成目前的運作模式。
台北歐洲學校設幼稚園、小學、國中及高中。台北歐洲學校目前擁有來自全球超過50個國家、1,500名的國際學生及300位教職員。目前，台北歐洲學校約有1,751名學生，大多數是英國部的學生。
台北歐洲學校由總校長領導旗下德國部、英國部、法國部，及高中部各校校長；及財務、資產、註冊與企劃部門主管，進行學校的運作與管理。學校經營團隊，由治理董事會及由非家長遴選的八人校區委員會管理監督。
台北歐洲學校有開設英語、荷蘭語和瑞典語等語言課程，七至九年級的學生都會接受中文課程。台北歐洲學校採用國際文憑學制，高中部學生在國際大學預科文憑學制教學之下可選修西班牙文、法文、德文、韓文與日文等語言課程。

## 校區
台北歐洲學校有兩個校區，分別是：位在福國路的太古歐洲學校小學部（Swire European Primary Campus），及位在陽明山的太古歐洲學校中學部（Swire European Secondary Campus）。

### 太古歐洲學園小學部

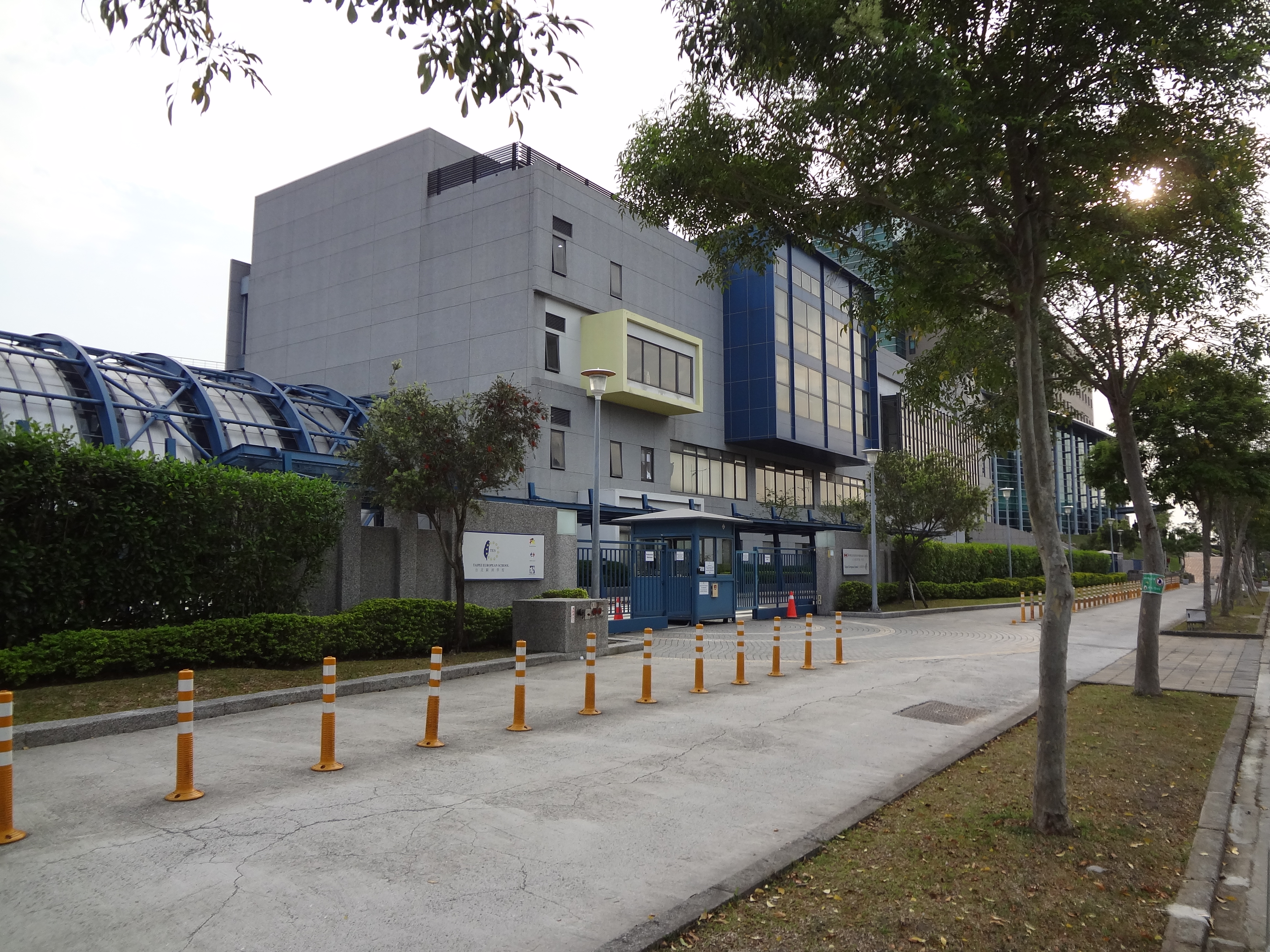
太古歐洲學園小學部

太古歐洲學園小學部在2007年完工。小學部校區歷經三年的設計、計畫與工程，可以容納900位德國部、英國部與法國部的3到11歲學生。
目前新的小學部校區有三棟主要的建築：幼稚園、小學部以及行政大樓。

### 太古歐洲學園中學部
位於陽明山中學部校區的一館與二館，中學部校區可以容納600位德國部、英國部與法國部的國中部和高中部的學生。
鄰近陽明山國家公園與中國文化大學。學生可固定到附近的國家公園登山。

#### 一館
樓高四層的一館於1998年完工。除了綜合教室外，一館還有數間專任教室，包括：圖書館、兩間電腦教室、兩間科學實驗室。
視聽表演樓層有：3D劇場教室，音樂教室，戲劇與劇場表演區。此外，還有一個供小型集會與表演的中庭。一館的所有教室都有投影機與互動電子白板。

#### 二館
樓高四層的二館在2002年完工，設有實驗室、美術與設計教室、電腦教室與圖書館。
二館還有一個室內體育館，及一個鋪設人工草皮的足球場。 二館的所有教室都有投影機與互動電子白板。

#### 三館
第三館於2019年底完工，設有兩個室內體育館，在六月中裝潢完並開放給學生用。
三館的所有教室都有互動電子螢幕。

## 外部連結
- 台北歐洲學校 （页面存档备份，存于）

25°06′03″N 121°31′09″E / 25.10086°N 121.51927°E